# 바르톨로메오 베레타

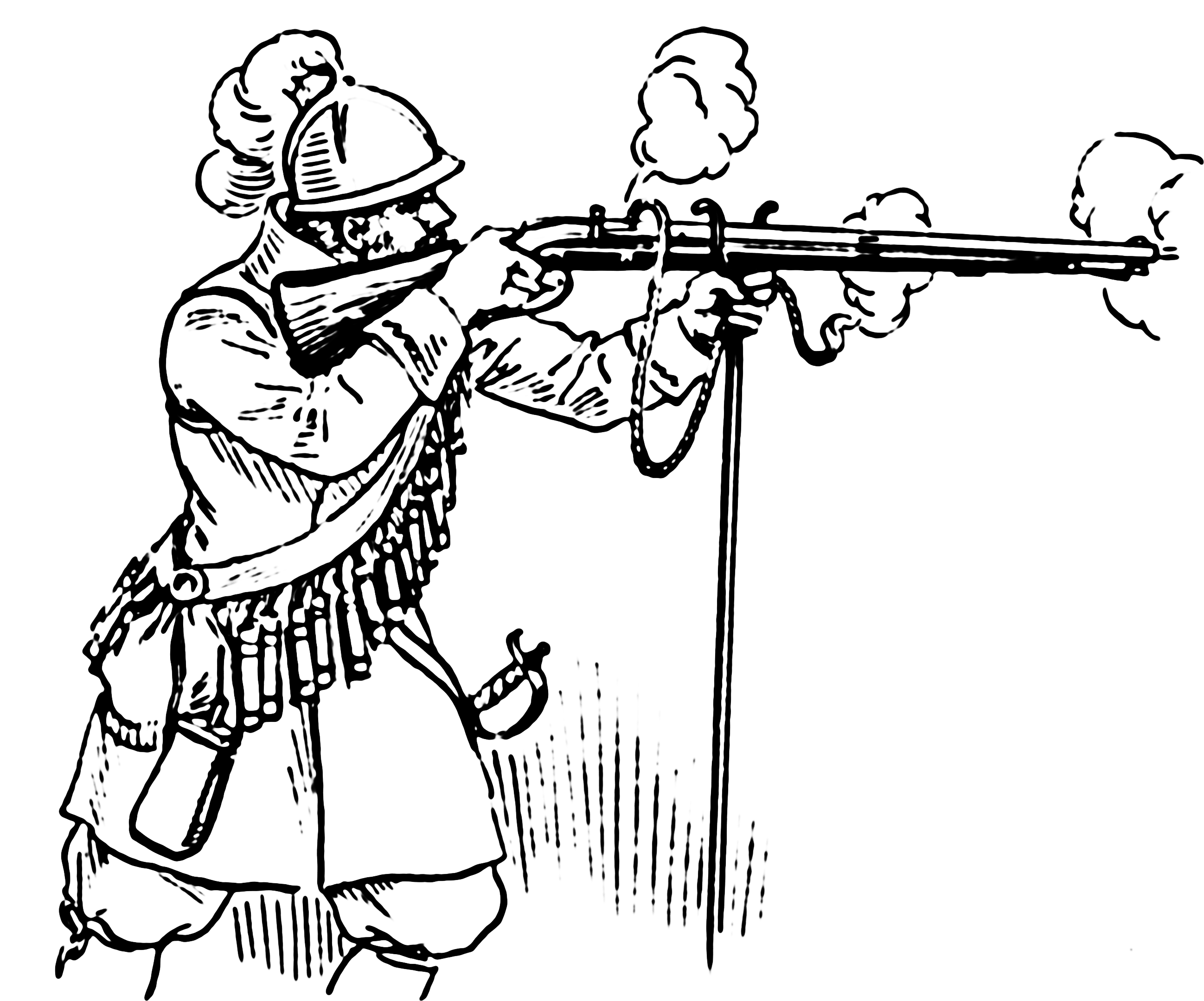
아쿼버스

바르톨로메오 베레타(영어: Bartolomeo Beretta, 1490년경~1560년경)는 1526년까지 총기 제조 회사인 베레타를 설립한 롬바르디아 출신의 이탈리아 화기 설계자였다.
베레타는 발 트롬피아의 가르도네에서 일했고, 그 후 베네치아 공화국에서 대장장이로 일했다.그는 디테일적인 면에서 신경을 쓰는 것으로 유명했으며. 총포신 제조업자였다. 1526년, 아르세날레 디 베네치아는 베레타에게 185개의 아쿼버스 총포신에 296 두카트를 지불했다.
철 주조와 무기 사업은 베레타의 아들 자코포(Jacopo)와 손자 조반니노(Giovannino)에 의해 지속적으로 발전되었고, 베레타 가문은 21세기에도 사업을 지배하고 있다. 브리태니커 백과사전은 베레타를 "세계에서 가장 오래된 산업 기업 중 하나"로 부르고 있다.